# 三浦光紀
三浦 光紀（みうら こうき、1944年（昭和19年）6月27日 - ）は、日本の音楽プロデューサー、実業家。徳間ジャパンコミュニケーションズ専務取締役などを務めた。山形県酒田市出身。

## 来歴・人物
山形県立酒田東高等学校を経て、早稲田大学を卒業。
佐高信は高校時代からの親友で、慶大に進んだ佐高は、庄内地方出身者が入る駒込の学生寮で生活するが、三浦はよく、この寮に遊びにいった。入学した早大では、グリークラブに加わり、1年下には渋谷系の牧村憲一、吉田拓郎などを担当した前田仁、3年下にはサザンオールスターズを発掘したビクター音楽産業の高垣健などがいた。
1968年（昭和43年）4月、キングレコードに入社。文芸部教養課に配属され、プロデューサー・長田暁二のアシスタントとしてスタートする。翌年には先輩プロデューサーの小池康之から小室等を紹介され、小室との仕事をカタチにする企画として、ギター教則レコード「フォーク・ギターの世界」を制作する。それをきっかけに、アメリカのフォークソングに興味を持つ。
1970年（昭和45年）に行われた全日本フォークジャンボリーで、高額な機材を会社に無断で持ち出して録音を強行。そこで高田渡・はっぴいえんどと出会う。71年の全日本フォーク・ジャンボリーでは、あがた森魚・はちみつぱい（ムーンライダースの前身）を発掘した。こうした一連の才気溢れる若いアーティストたちと仕事をしていくうちに、英・米のフォークやロック、特にルーツ系ミュージックやそれらを体系的に記録するレーベルを深く知るようになり、同年秋、三浦が関わり小室が作った『出発の歌』（上條恒彦と六文銭）が世界歌謡祭でグランプリに輝き、その年の国民的ヒットとなる。

### ベルウッド・レコード設立
1972年（昭和47年）、キングレコード内に「ニューミュージック」（まさしくカテゴライズされたロックでもフォークでもない新しい音楽としての意味、このネーミングはこの時期三浦が名付けた。これは70年代半ば以降TOKYO SOUNDSとして完成され、90年代には渋谷系に発展する）を標榜する大手レコード会社初の独立レーベルである「ベルウッド・レコード」を設立、取締役制作部長となる。社名は当時の三浦を応援していたキングレコード文芸部長の鈴木実の「鈴木」から小室が命名し、マークは高田渡の長兄がデザインした。レーベルコンセプトは、三浦が好きな「URC」や「フォークウェイズレコード」にバーバンク系のサウンドカラーを加味したものをイメージしたとされている。
在籍中にはアルバムを約50タイトル程制作し、代表作には『HAPPY END』（はっぴいえんど）、『大瀧詠一』（大瀧詠一）、『HOSONO HOUSE』（細野晴臣）、『ごあいさつ』（高田渡）、『私は月には行かないだろう』（小室等）、『乙女の儚夢（ろまん）』（あがた森魚）、『センチメンタル通り』（はちみつぱい）などがある。
1974年（昭和49年）、三浦の恩人・長田暁二のキング退社やフォーライフ・レコード設立騒動等もあり、ベルウッド・レコード退社。

### フォーライフ・レコードに参加、日本フォノグラムに移籍
1975年（昭和50年）、日本初のアーティストが作った独立レコード会社「フォーライフ・レコード」（小室等・井上陽水・吉田拓郎・泉谷しげる）に、小室の音楽プロデューサーとして参加。同年、ベルウッドのスタッフ・アーティストと共に日本フォノグラム（フィリップス・レコード）に移籍した。
「ニュー・モーニングレーベル」を設立し、矢野顕子・喜納昌吉・ソー・バッド・レビュー・桑名晴子などを発掘育成。代表作には『日本少年』（あがた森魚）『ジャパニーズ・ガール』（矢野顕子）『ソー・バッド・レビュー』（ソー・バッド・レビュー）『喜納昌吉&チャンプルーズ』（喜納昌吉&チャンプルーズ）『フィッシング・オン・サンデー』（高田渡）等がある。
1979年（昭和54年）、自身の独立レーベル設立の為、日本フォノグラムを退社（1995年に会長として復帰）。

### ジャパンレコードを設立
1980年（昭和55年）、「ジャパンレコード」を設立。ニュー・モーニングのスタッフ・アーティスト・原盤権と共に移籍し、キングに残っていたベルウッドのスタッフとも合流した。ここで三浦は、経営に専念するため、81年5月発売の矢野のシングル『春咲小紅』を最後に制作現場から離れる。

### 徳間ジャパン発足
1984年（昭和59年）、「ジャパンレコード」と「徳間音工」が合併し、「徳間ジャパン」（現・徳間ジャパンコミュニケーションズ）が誕生すると、音楽部門の最高責任者に就任する。同時に徳間グループ（徳間書店、徳間ジャパン、大映、東京タイムズ、スタジオ・ジブリ等々）のオーナー・社長である徳間康快のアドバイザーにもなった。
徳間から「君は起業家に向いている」とおだてられ、CS放送の音楽チャンネル「スペースシャワーTV」、チケット販売会社「CNプレイガイド」、「ズーム・リパブリック・ネットワーク」など9社の設立に関わったほか、宮崎駿、押井守のアニメを立ち上げ、久石譲、菅野由弘を音楽に起用した。
三浦は、徳間の親しい政治家や銀行家の息子や娘が徳間ジャパンに入りたいと言っている、と徳間に言われ、彼らと会った。その数は累計10人にも及ぶ。「面接して、使いものにならないと思ったら、断ってくれて結構だ。戦力を低下させるわけにはいかないからな。君が判断してくれ」そうして徳間に紹介された息子たちと会ったが、結局、三浦は一人も採らなかった。すると徳間は、「わかった」と言って、自分で断りに行ったという。「イヤなことはオレがやる」それが徳間の身についた哲学だった。また、任せたこと、わからないことには口を出さず、特に音楽については、いろいろ言わず、現場を生かすという考えに徹していたため、三浦はとてもやりやすかった。
1994年（平成6年）、徳間ジャパンコミュニケーションズ専務（全体統括）となる。

### その後
1995年（平成7年）、徳間の了承を得て、マーキュリー・ミュージックエンタテインメント（旧：日本フォノグラム）に代表取締役会長として復帰。98年には、コンテンツ制作への投資会社「アート・ネット」を設立し、代表取締役会長に就任した。
2000年（平成12年）6月、徳間の要請で、マーキュリーを退社し、徳間ジャパンコミュニケーションズ特別相談役に就くが、10月、徳間の逝去により退任した。その直後から、うつ病となり、さらにC型肝炎に襲われ、17年間闘病し、日本とハワイ州との往復生活を送った。この間、12年にはキング・ベルウッド・レコード創立40周年を記念し、「CD40タイトル」の総監修と『三浦光紀の仕事（CD4枚組BOX）』を発売している。
現在、自身の関わった作品を中心に、日本のフォークやロックの名盤保存及び伝承につながる仕事のみマイペースで取り組んでいる。

## 担当作品

### LP

#### 1970年
- 小室等・小林雄二「フォークギターの世界」
- V.A.「自然と音楽の48時間 1970年全日本フォークジャンボリー実況盤」

#### 1971年
- 小室等「私は月に行かないだろう」
- 高田渡「ごあいさつ」
- V.A.「自然と文化の72時間 1971年全日本フォークジャンボリー実況盤」

#### 1972年
- 六文銭「キングサーモンがいる島」
- 高田渡「系図」
- 山平和彦「放送禁止歌」
- 西岡恭蔵「ディランにて」
- あがた森魚「乙女の儚夢」
- 武蔵野タンポポ団「武蔵のタンポポ団の伝説」
- 大瀧詠一「大瀧詠一」

#### 1973年
- はっぴいえんど「HAPPY END」
- 及川恒平「忘れたお話」
- 細野晴臣「HOSONO HOUSE」
- 高田渡「石」
- 山平和彦「風景」
- 岩井宏「30才」
- 南正人「南正人ファースト」
- はっぴいえんど「CITY」
- はつみつぱい「センチメンタル通り」
- 小室等「東京」

#### 1974年
- はっぴいえんど「1973. 9. 21/ライブ!!はっぴいえんど」
- 西岡恭蔵「街行き村行き」
- あがた森魚「噫無情」
- オリジナル・ザ・ディラン「悲しみの街」
- いとうたかお「いとうたかお」
- はっぴいえんど「シングルス」
- 六文銭「シングルス」
- 及川恒平「名前のない君の部屋」
- ザ・ディランⅡ「この世を悲しむ風来坊に捧ぐ」
- 加川良「アウト・オブ・マインド」
- 小室等「デッド・ヒート～’74年ライブ」

#### 1975年
- ザ・ディランⅡ「ライブ！時は過ぎて」
- 朝野由彦「巡礼」
- あがた森魚・大瀧詠一「僕は天使ぢゃないよ」
- 小室等「小室等コンサート70年9月16日」
- 武蔵野タンポポ団「もうひとつの伝説」

#### 1976年
- 矢野顕子「JAPANESE GIRL」
- 他

## 手がけたアーティスト

### ベルウッド・レコード時代

#### 発掘・育成
- 小室等
- 六文銭
- 高田渡
- はっぴいえんど
- 大瀧詠一
- 細野晴臣
- あがた森魚
- はちみつぱい
- 岩井宏
- 加川良
- 西岡恭蔵
- ザ・ディランII
- 山平和彦
- 中川五郎
- 南正人
- 大塚まさじ

他

#### 所属
- 山下洋輔トリオ
- 唐十郎

他

### 日本フォノグラム時代

#### 発掘・育成
- 矢野顕子
- 喜納昌吉
- 桑名晴子
- ソー・バッド・レビュー
- 新津章夫

#### 所属
- 大塚博堂

### ジャパン・レコード時代

#### 発掘
- BOØWY
- ZIGGY
- LINDBERG

#### 所属
- 一世風靡セピア
- 伊藤つかさ
- 安田成美

他

### 徳間ジャパン時代

#### 所属
- 五木ひろし
- ZIGGY
- 千昌夫
- 田中美奈子
- 吉幾三
- LINDBERG

他

### ズームリパブリック時代

#### 所属
- 岡本真夜
- THE MODS
- ZI:KILL
- 田中美奈子
- 露崎春女
- 松田博幸

他

### マーキュリー時代

#### 所属
- エルトン・ジョン
- 織田裕二
- 反町隆史
- 中村一義
- ボン・ジョヴィ
- 松田聖子
- U2

他

## 映画
- 風の谷のナウシカ（1984年）※音楽プロデューサー
- 天使のたまご（1985年）※音楽プロデューサー
- 犬死にせしもの（1986年）※音楽プロデューサー
- ジャズ大名（1986年）※音楽プロデューサー
- 天空の城ラピュタ（1986年）※音楽制作
- 首都消失（1987年）※音楽プロデューサー
- となりのトトロ（1988年）※音楽プロデューサー
- SUPER FOLK SONG 〜ピアノが愛した女（1992年）※矢野顕子のドキュメンタリーにインタビュー出演
- ガメラ 大怪獣空中決戦（1995年）※音楽プロデューサー